# Cristina Mittermeier
Cristina Goettsch Mittermeier (Ciudad de México, 26 de noviembre de 1966) también conocida como Mitty es una bióloga marina, fotógrafa conservacionista, activista y autora mexicana. Es fundadora de la Liga Internacional de Fotógrafos Conservacionistas ILCP. 

## Carrera
Estudió Ingeniera Bioquímica, con especialidad en Recursos Marinos, en el Instituto Tecnológico y de Estudios Superiores de Monterrey ITESM en Guaymas, Sonora, México en 1989. 
Documentó trabajos de campo que fueron publicados en revistas  científicas sobre el Golfo de California y la Península de Yucatán. Dentro de los temas que publicó se encuentran mamíferos marinos, pesca, acuicultura, investigación y conservación de la biodiversidad. 
Realizó estudios de fotografía en el Corcoran College for the Arts en Washington D. C.. En 2005 fundó la liga internacional de fotógrafos de la conservación. Es pionera en el concepto y el campo de la fotografía de conservación, sus imágenes se centran en las culturas humanas, especialmente pueblos indígenas y la biodiversidad. Realiza fotos que cuenta la historia del planeta.  
Coautora de varios libros, sus fotografías se han publicado en National Geographic es la única mexicana que ha trabajado en la revista. 

Para mí fue un descubrimiento ver que puedes usar las fotografías como herramientas para atraer a los medios de comunicación, para inspirar al público.
Cristina Mittermeier

## Activismo
Es activista por la defensa de los océanos, reivindica el poder individual, con su trabajo busca crear más áreas marinas protegidas, proteger e incluso dar derechos a las ballenas, detener el flujo de plásticos al mar y repensar la extracción industrial de biomasa marina. 
En 2014 crea Sea Legacy organización sin fines de lucro que ayuda a fotógrafos a emprender expediciones que capturen historias emotivas e inspiradoras sobre la conservación del océano. Como nexo entre la acción climática y las soluciones sostenibles. El objetivo de SeaLegacy crear estrategias y contenido que impulsan al público a actuar. 
Es reconocida como una de las 100 personas latinas más comprometidas con la acción climática.

Si queremos seguir viviendo en el planeta Tierra, necesitamos un mar vivo que produzca el 50 % del oxígeno que respiramos, y nos toca a todos hacer nuestra pequeña parte. Desde usar menos plásticos hasta por quién votamos, que nos ayude a salir de la pesadilla de los hidrocarburos
Cristina Mittermeier

## Premios y publicaciones
- Premio Misiones de la Asociación Norteamericana de Fotografía de Naturaleza.
- Premio Smithsonian a la Fotógrafa de Conservación del Año,
- Premio Imagen para fotógrafos.
- Aventurera del año en 2018 elegida por National Geographic.
- Premio al Creador de Contenidos Fotográficos de la Humanidad 2020/2021 de la HIPA.
- Por sus  tres décadas de fotoperiodismo recibió la Medalla Sylvia Earle del Acuario de Seattle 2021.
- Premio a la Visión Global de Travel + Leisure para 2021. [16]

### Publicaciones
National Geographic,TIME, McLean's, The Men's Journal and O. En 2021 f 2021, lanzó el documental Welcome to Earth on Disney+. 
En marzo se estrena la docuserie Photographer producida por National Geographic, en donde Cristina Mittermeier presenta su trabajo. 